# Abrahám z Clermontu
Abrahám z Clermontu nebo Abrahám z Auvergne či Abrahám ze Saint Cirgues (konec 4. století? Sýrie - 474 až 481? Clermont-Ferrand) byl mnich a opat pocházející ze Sýrie. Největší část života působil jako opat v Clermontu.

## Život
Narodil se v provincii Sýrie, ve městě podél řeky Eufrat. Stal se jáhnem, ale za pronásledování Sásánů Sýrii opustil. Vydal se na pouť do provincie Aegyptus, kde se učil způsobu života poustevníků. Později byl zadržen pohraniční stráží a po dobu pěti let vězněn. Když se mu podařilo z vězení uniknout, odešel do Galie, kde založil novou komunitu mnichů v blízkosti baziliky svatého Kvirika blízko Clermontu. Zemřel v roce 476 nebo 477.
Jeho svátek se slaví 15. června. Je považován za patrona proti horečce.